# Ray Jónsson
Ray Anthony Pepito Jónsson (Cebu, 3 febbraio 1979) è un ex calciatore filippino con cittadinanza islandese, di ruolo difensore o centrocampista.

## Caratteristiche tecniche
Terzino sinistro, può giocare come esterno di centrocampo sulla medesima fascia.